# Francisco Pernía
José Francisco Pernía Calvo (Cóbreces, 10 de agosto de 1954) es un empresario y político español, expresidente del Real Racing Club de Santander. Con anterioridad se dedicó entre otras cosas a la política siendo consejero de Industria, de Turismo y de Economía y secretario general del Partido Popular de Cantabria.

## Biografía
Antes de ser presidente ejerció los siguientes trabajos: monje trapense, teniente de aviación espacial en la NASA, piloto de rallies, consejero de Industria, de Turismo y de Economía, y secretario general del PP cántabro. Además, también llegó a trabajar de panadero.
Pernía llegó al palco del club verdiblanco en el verano de 2006 y su mandato se inició con un profundo proceso de "cantabrización" del equipo tras los fichajes de Pedro Munitis, Gonzalo Colsa y Luis Fernández.
Durante su mandato el Racing consiguió por primera vez en su historia participar en la Copa de la UEFA.
Mejor clasificación del equipo en su historia moderna.
El 18 de septiembre de 2008 realizó el saque el honor en el partido de debut en la Copa de la UEFA del Racing frente al Honka Espoo junto con José Ceballos, Luis Aldomar (abonado número 1 del Racing), Emilio Amavisca (hijo de José Emilio Amavisca) y María Ángeles Alsúa (hija de Rafael Alsúa).

### Presidencia del Racing

#### Temporada 2006/07
Pernía llegó al palco del club verdiblanco en el verano de 2006 y su mandato se inició con un profundo proceso de "cantabrización" del equipo tras los fichajes de Pedro Munitis, Gonzalo Colsa y Luis Fernández. Esta temporada también se incluyó en el equipo a: Nikola Žigić (Estrella Roja), Javier Balboa (Real Madrid Castilla), Rubén (Real Madrid Castilla), Scaloni (Deportivo de La Coruña) y Momo (Deportivo de La Coruña). Como entrenador contrató a Miguel Ángel Portugal del Real Madrid Castilla. En lo deportivo el equipo quedó en un respetable décimo puesto, siendo esta una de las mejores temporadas de la historia moderna del club. Al final de esta temporada Ezequiel Garay fue fichado por el Real Madrid con un año más de cesión en el equipo cántabro. También Nikola Žigić fue contratado por el Valencia C.F. tras su excelente temporada en el plano individual.

#### Temporada 2007/08
Para la temporada 2007/08, contrató como entrenador a Marcelino García Toral tras la marcha de Miguel Ángel Portugal a la secretaría técnica del Real Madrid. Los fichajes de esta temporada fueron: Aldo Duscher (Deportivo de La Coruña), Jorge López (Valencia C.F.), Jordi López (Mallorca), Ebi Smolarek (Borussia Dortmund), César Navas (Gimnástic), Sarmiento, Fabio Coltorti (Grasshopper), Pablo Álvarez (Deportivo de La Coruña), Órteman, Sergio Sánchez (RCD Español) y Memé Tchité (Anderlecht), el fichaje más caro en la historia del club (7,5 millones de euros). En el plano deportivo fue la mejor temporada del club cántabro en la historia moderna, consiguiendo la clasificación directa para la Copa de la UEFA por primera vez y llegar a las semifinales de la Copa del Rey también por primera vez en la historia del club.

#### Temporada 2008/09
Marcelino García Toral fue contratado por el Real Zaragoza y se eligió como entrenador a Juan Ramón López Muñiz del Málaga C.F.. Los fichajes para el equipo fueron: Jonathan Pereira (Villarreal, Ze Antonio (Borussia Monchengladbach, Jorge Gonçalves (Leixoes), Juan Valera (Atlético de Madrid), Peter Luccin (Real Zaragoza), Mehdi Lacen (Deportivo Alavés), Laszlo Sepsi (Benfica), Toni Moral (Deportivo Alavés) y la cesión en el mercado de invierno de Nikola Žigić (Valencia C.F.). En el plano deportivo el equipo quedó en mitad de tabla en La Liga (12.º) y una más que respetable Copa de la UEFA con partidos memorables como el empate frente al París Saint-Germain en París (2-2) o la victoria del Real Racing Club de Santander sobre el Manchester City por 3-1 en El Sardinero. Al final de esta temporada Iván Marcano es vendido al Villarreal.

#### Temporada 2009/10
Juan Carlos Mandiá fue el elegido por el presidente como el entrenador para la temporada 2009-2010 tras la vuelta de Juan Ramón López Muñiz al Málaga C.F.. Las contrataciones fueron las siguientes: Arana (Castellón), Crespo (Sevilla F.C.), Papakouly Diop (Gimnástic), Álex Geijo (Levante U.D.), Henrique (F.C. Barcelona), Luis García (Atlético de Madrid), Morris (Panathinaikos), (Laszlo Sepsi) (Benfica), Marc Torrejón (RCD Español). El equipo sufrió toda la temporada, lo que hizo que Juan Carlos Mandiá fuera sustituido. Miguel Ángel Portugal fue contratado por segunda vez en su carrera en el equipo cántabro para mantener la categoría.. Al final una decimosexta posición en La Liga hizo que el equipo se quedara en Primera División una temporada más. En la Copa del Rey se volvieron a llegar a las semifinales por segunda vez en la historia del club. Al final de la temporada Sergio Canales fichó por el Real Madrid de José Mourinho.

#### Temporada 2010/11
Miguel Ángel Portugal llevó las riendas del equipo al principio de temporada. Los fichajes fueron: Domingo Cisma (U.D. Almería), Francis (Xerez), Kennedy (Ajax). El equipo empezó la campaña con una serie de malos resultados y con los medios de comunicación más pendientes de Ahsan Ali Syed, el nuevo propietario del club que del plano deportivo. A la llegada del empresario hindú, Miguel Ángel Portugal es destituido y trae de vuelta a un hombre leyenda del club, Marcelino García Toral y a Giovani Dos Santos (Tottenham) en el mercado de invierno.
En julio de 2011 hubo de presentar concurso de acreedores en el Real Racing Club de Santander, S.A.D.
El 28 de octubre de 2011 Francisco Pernía junto con los demás miembros del Consejo de Administración presentaron su dimisión, lo que no causó un gran desconcierto entre los aficionados racinguistas. Francisco Pernía, junto a Roberto Bedoya, apoyaron en todo momento al empresario indio buscado por la interpol, Ahsan Ali Syed, con el apoyo de Fco Javier López Marcano y Angel Agudo, ambos pertenecientes al Gobierno de Cantabria, que fueron los que firmaron la lamentable venta del Racing en Zúrich, ratificada en Santander en presencia del presidente regional señor Miguel Ángel Revilla, al "supuesto" empresario indio, que no era más que un testaferro de Francisco Pernia y de quienes con él controlaron el Racing durante años sin pagárselo a la empresa pública Cantur, se realizó la operación, sin avales que garantizasen el pago de las acciones por parte del indio. Este último, envió a un abogado que le representara en la junta de accionistas celebrada el 18 y el 19 de diciembre de 2011. Dicha asamblea, fue declarada impugnada por un grupo grueso de los presentes, de los que destacaban Bernardo Colsa, presidente de la Asociación de Peñas del club cántabro, Javier Noriega, Jesús García, su más firme opositor durante años, o el empresario y exfutbolista del Racing José Luis Ruiz Pelayo.
El 8 de noviembre de 2013 declaró por espacio de más de 4 horas, en calidad de imputado por delitos económicos continuados por administración desleal ante el Juez Agüero Seijas, el Fiscal Tejido y el abogado Manuel Higuera Sancho, estando a la espera de juicio oral, en el que también será enjuiciado el presidente sucesor Angel Lavín Iglesias.
El 17 de abril de 2020 fue condenado a 4 años de cárcel, 10 meses de multa y al reintegro de 127.357 euros al Real Racing Club de Santander por un delito continuado de administración desleal entre los años 2006 y 2011, siendo juzgado por los magistrados Señores Rivas, Saguillo y Aldecoa. La sentencia fue resultado de la querella presentada por la Asociación de exfutbolistas del Racing de Santander, siendo representados por el letrado señor Higuera Sancho. Representó al Real Racing Club de Santander el letrado señor Noriega Gómez. Representó a una asociación minoritaria de accionistas el letrado señor Mora. Todos ellos solicitaron penas de cárcel para el señor Pernía Calvo. Frente a esta sentencia cabe recurso ante el Tribunal Supremo, tanto por los condenados como por las partes acusadoras.
| Predecesor: Manuel Huerta | Presidente del Real Racing Club de Santander 2006-2011 | Sucesor: Ángel Lavín |